# LXQt
Chronologie des versions
LXDE et Razor-qt
LXQt est un environnement de bureau fondé sur Qt. Il est issu du rapprochement de deux projets, Razor-qt et LXDE.
Comme ses prédécesseurs, l'un de ses objectifs est de rester léger, c'est-à-dire économe en ressources (mémoire, CPU, disque), le rendant ainsi adapté à des machines virtuelles et à de vieux ordinateurs personnels.

## Historique
Insatisfait des outils GTK3, Hong Jen Yee a réécrit dans un premier temps PCMan FM en Qt, en 2013. Dans un second temps et en association avec Razor-qt, c'est l'ensemble de l'environnement LXDE qui a été récrit pour devenir LXQt.
Lubuntu utilise LXQt depuis la version 18.10, en remplacement de LXDE, qui n'est plus pris en charge.